# 1402 w polityce
Wydarzenia polityczne w 1402 roku.

## Wydarzenia
- 29 stycznia – ślub Władysława Jagiełły z Anną Cylejską
- 12 marca – hospodar Mołdawii uznał się za lennika Władysława Jagiełły.
- 22 czerwca – w bitwie pod Nesbit Moor Anglicy pokonują Szkotów.
- 28 lipca – w bitwie pod Ankarą Tamerlan pokonuje Turków[1]. Sułtan turecki Bajazyd I dostaje się do niewoli[2].

## Zmarli
- 3 maja – João Anes, arcybiskup Lizbony.